# Macchi M.39
A Macchi M.39 egy olasz hidroplán volt, melyet a Schneider-kupa bajnokságra készített a Macchi Aeronautica vállalat Mario Castoldi tervei alapján. A repülőgép Mario de Bernardi vezetésével az 1926. évi verseny győztese lett.

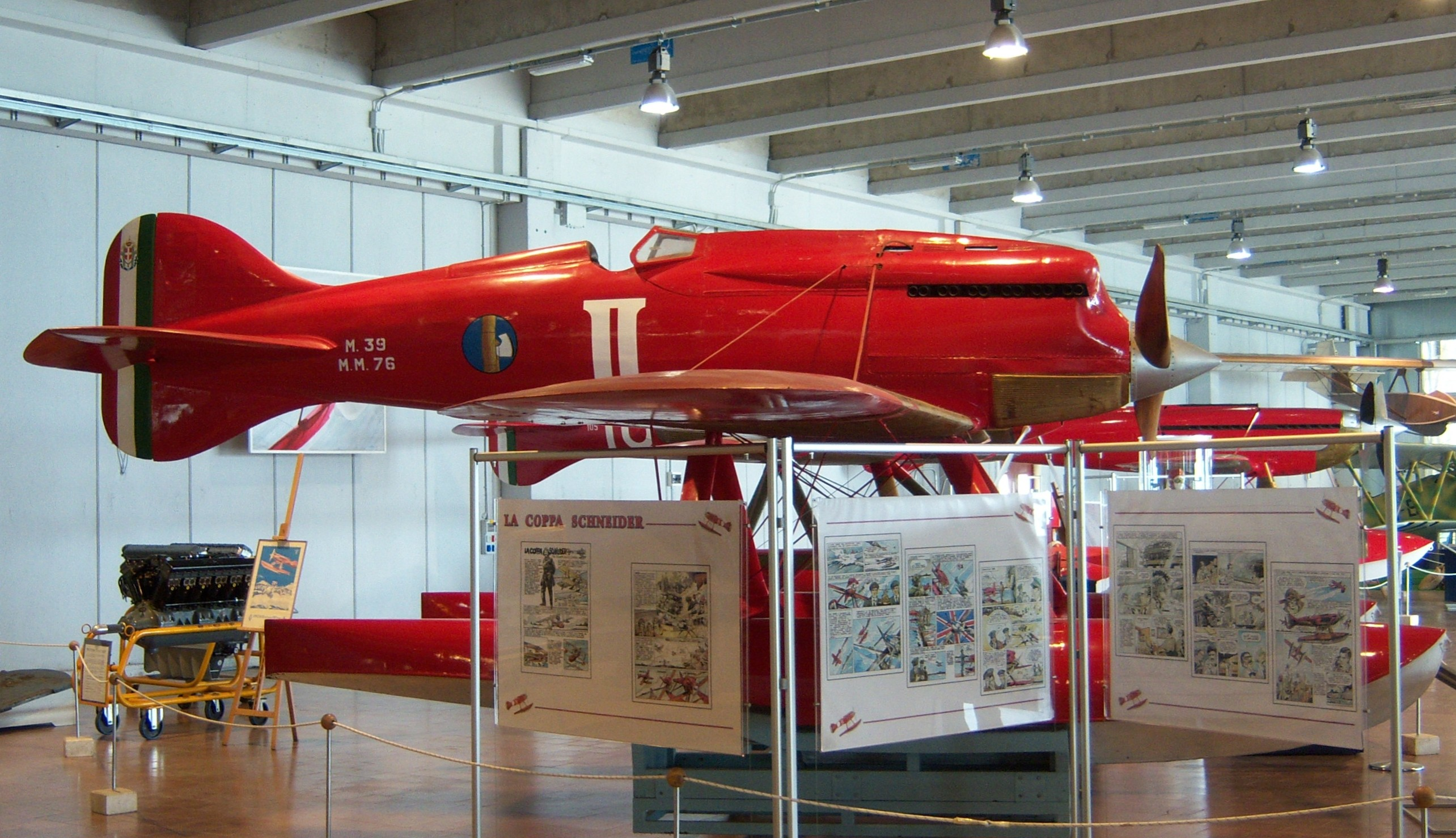

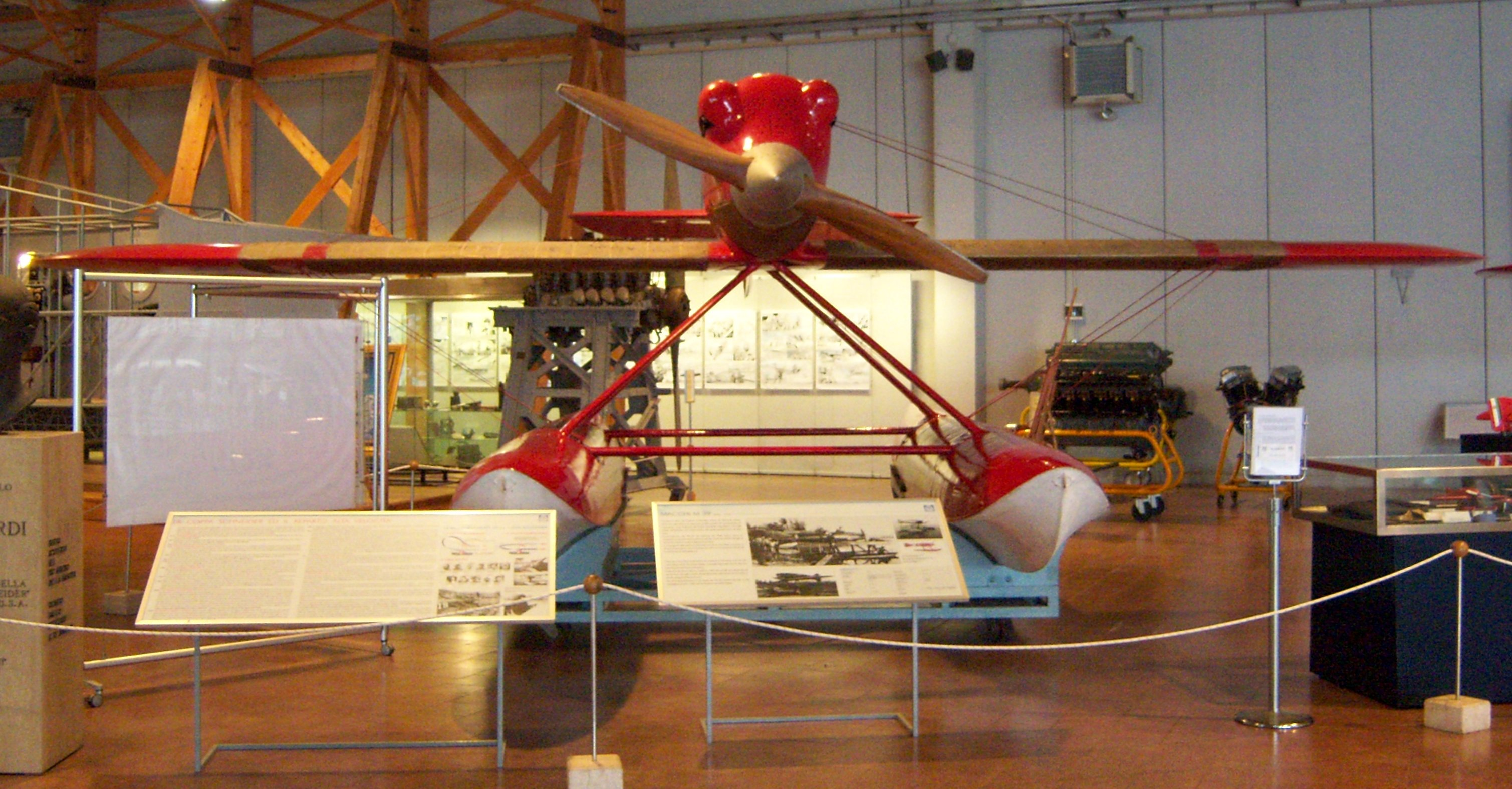
A versenygyőztes és kétszeres világrekorder Macchi M.39 a Museo storico dell'Aeronautica Militare di Vigna di Valle kiállításán

## Tervezés és fejlesztés
Az M.39 versenyrepülőgépet kifejezetten a Schneider-kupa bajnokságára tervezték. Ez volt az első alsószárnyas egyfedelű repülőgép, melyet a Macchi számára terveztek. Együléses, két úszós, vegyes fém és fa építésű szerkezet volt. A szárnyat huzalok merevítették, a pilóta a szárny kilépőélével egy vonalban foglalt helyet nyitott ülésében, a szélvédő a törzs alakjába simult a légellenállás csökkentése érdekében. Az úszókban voltak a benzintartályok.
AZ M.39 gépet a Schneider-kupa sajátosságaihoz optimalizálták: a zárt útvonalon a gépnek bal fordulókat kellett tennie, ezért a baloldali szárnyvég kissé távolabb volt a törzstől, mint a jobb szárnyvég, hogy szűkebb bal fordulót tudjon végrehajtani. A légcsavar nyomatékának ellensúlyozására az egyik úszó felhajtóereje nagyobb volt a másiknál.
Macchi két típust épített az M.39-ből, egy gyakorló és egy verseny változatot. A gyakorló gépet egy 447 kW (600 LE) teljesítményű motor, míg a versenygépet egy 597 kW (800 LE) teljesítményű Fiat AS.2 vízhűtéses 12 hengeres V elrendezésű motor hajtotta. A Macchi két gyakorló, két versenygépet és egy nem repülő sárkányt gyártott vizsgálatok céljából.

## Üzemben
Elsőként az MM.72 jelű gyakorló gép készült el, mely először 1926. július 6-án szállt fel. 1926. szeptember 16-án az olasz Schneider csapat kapitánya az egyik gyakorló géppel átesett, lezuhant és meghalt a Varese-tó felett, de az M.39 fejlesztése folytatódott.
1926. november 13-án a három versenygép részt vett a Schneider-kupa futamain Hampton Roadsban (Virginia). Az MM.75 üzemzavar miatt kiesett verseny közben, de az MM.76, amit Bernardi őrnagy vezetett, 396,698 km/h átlagsebességgel első lett és egyben hidroplán sebességi világrekordot állított fel. Az MM.74, melyet Adriano Bacula vezetett, harmadik helyre ért be.
Négy nappal később, 1926. november 17-én Bernardi az MM.76-tal 416,618 km/h sebességgel új világrekordot ért el 3 km-es távolságon.
Castoldi új versenygépe, a Macchi M.52 az M.39 tapasztalataira támaszkodott.

## Műszaki adatok

Macchi M.39

## Műszaki adatok[3]
- Személyzet: 1 fő

### Méretek
- Hossz: 7,77 m (a törzs hossza: 6,73 m)
- Fesztáv: 9,6 m
- Magasság: 2,97 m

### Tömeg
- Üres tömeg: 1257 kg
- Terhelt tömeg: 1572 kg
- Legnagyobb felszálló tömeg: 1575 kg

### Hajtómű
- Típusa: Fiat AS.2 folyadékhűtéses V-12
- Légcsavar: 1 x kétágú
- Teljesítmény: 597 kW (800 LE)

### Repülési teljesítmény
- Legnagyobb sebesség: 439,44 km/h